# Kazuki Tokudome
Kazuki Tokudome (Tóquio, 4 de março de 1987) é uma lutador japonês de MMA que atualmente compete na categoria Peso Leve do Ultimate Fighting Championship. Tokudome já lutou em famosas organizações do Japão como o Pancrase e Sengoku Raiden Championships.

## Carreira no MMA

### Início de Carreira
Tokudome fez sua estreia profissional em novembro de 2007 em seu país nativo, o Japão. Antes de assinar com o UFC, ele tinha o cartel de 11 vitórias, três derrotas e um empate em cinco anos como lutador profissional.

### Ultimate Fighting Championship
Tokudome fez sua estreia no UFC contra o brasileiro Cristiano Marcello no UFC on Fuel TV: Silva vs. Stann. Tokudome venceu por decisão unânime.
Em sua segunda luta na promoção, Tokudome enfrentou Norman Parke em julho de 2013 no UFC 162. Ele perdeu por decisão unânime.
Tokudome enfrentou o estreante Yui Chul Nam no The Ultimate Fighter: China Finale. Após uma luta muito parelha, Tokudome saiu perdedor por decisão dividida dos juízes.  Despite the loss on the scorecards, he was rewarded with his first Fight of the Night bonus award.
Tokudome enfrentou Johnny Case no dia 20 de setembro de 2014 no UFC Fight Night: Hunt vs. Nelson e foi derrotado por finalização com uma guilhotina no segundo round.

## Títulos e realizações

### Artes marciais mistas
- Ultimate Fighting Championship
  - Luta da Noite (Uma vez)

## Cartel no MMA
| Cartel no MMA   |             |            |
| 19 lutas        | 12 vitórias | 6 derrotas |
| Por nocaute     | 5           | 2          |
| Por finalização | 3           | 2          |
| Por decisão     | 4           | 2          |
| Empates         | 1           | 1          |

| Res.    | Cartel | Oponente            | Método                                    | Evento                            | Data                   | Round | Tempo | Local             | Notas                                        |
| ------- | ------ | ------------------- | ----------------------------------------- | --------------------------------- | ---------------------- | ----- | ----- | ----------------- | -------------------------------------------- |
| Derrota | 12–6–1 | Johnny Case         | Finalização Técnica (guilhotina)          | UFC Fight Night: Hunt vs. Nelson  | 20 de setembro de 2014 | 2     | 2:34  | Saitama           |                                              |
| Derrota | 12–5–1 | Yui Chul Nam        | Decisão (dividida)                        | UFC Fight Night: Kim vs. Hathaway | 1 de março de 2014     | 3     | 5:00  | Cotai             | Luta da Noite.                               |
| Derrota | 12–4–1 | Norman Parke        | Decisão (unânime)                         | UFC 162                           | 6 de julho de 2013     | 3     | 5:00  | Las Vegas, Nevada |                                              |
| Vitória | 12–3–1 | Cristiano Marcello  | Decisão (unânime)                         | UFC on Fuel TV: Silva vs. Stann   | 3 de março de 2013     | 3     | 5:00  | Saitama           |                                              |
| Vitória | 11–3–1 | Kengo Ura           | Finalização (chave de braço               | Pancrase - Progress Tour 9        | 5 de agosto de 2012    | 3     | 5:00  | Tóquio            |                                              |
| Vitória | 10–3–1 | Jung Hyun Jo        | Finalização (chave de braço)              | Pancrase - Progress Tour 4        | 1 de abril de 2012     | 1     | 4:51  | Tóquio            |                                              |
| Derrota | 9–3–1  | Isao Kobayashi      | Nocaute técnico (socos)                   | Pancrase - Impressive Tour 13     | 3 de dezembro de 2011  | 1     | 4:14  | Tóquio            | Pelo King of Pancrase Championship Peso Leve |
| Vitória | 9–2–1  | Kota Okazawa        | Decisão (unânime)                         | Pancrase - Impressive Tour 8      | 7 de agosto de 2011    | 3     | 5:00  | Tóquio            |                                              |
| Vitória | 8–2–1  | Hiroki Aoki         | Decisão (unânime)                         | Pancrase - Impressive Tour 4      | 3 de março de 2011     | 3     | 5:00  | Tóquio            |                                              |
| Vitória | 7–2–1  | Junichi Ota         | Nocaute técnico (socos)                   | Pancrase - Impressive Tour 1      | 6 de fevereiro de 2011 | 1     | 2:55  | Tóquio            |                                              |
| Vitória | 6–2–1  | Shigenobu Takahashi | Nocaute técnico (socos)                   | Pancrase - Passion Tour 11        | 5 de dezembro de 2010  | 1     | 3:33  | Tóquio            |                                              |
| Derrota | 5–2–1  | Maciej Gorski       | Nocaute técnico (chute na cabeça e socos) | KSW 14                            | 18 de setembro de 2010 | 1     | 3:24  | Lodz              |                                              |
| Vitória | 5–1–1  | Yuma Ishizuka       | Nocaute técnico (socos)                   | Sengoku Raiden Championship 13    | 20 de junho de 2010    | 1     | 3:22  | Tóquio            |                                              |
| Vitória | 4–1–1  | Takafumi Ito        | Nocaute técnico (socos)                   | Pancrase - Passion Tour 4         | 29 de abril de 2010    | 1     | 3:45  | Tóquio            |                                              |
| Vitória | 3–1–1  | Arata Fujimoto      | Finalização (chave de braço)              | GCM - Cage Force 12               | 12 de setembro de 2009 | 1     | 2:01  | Tóquio            |                                              |
| Vitória | 2–1–1  | Takashi Ito         | Nocaute técnico (interrupção médica)      | Deep - clubDeep Hachioji          | 2 de agosto de 2009    | 2     | 4:14  | Tóquio            |                                              |
| Vitória | 1–1–1  | Yasuhiro Kirita     | Finalização (chave de braço)              | Zst - Swat! 25                    | 7 de junho de 2009     | 2     | 0:15  | Tóquio            |                                              |
| Empate  | 0–1–1  | Masayuki Hamagishi  | Empate                                    | Zst - Swat! 16                    | 16 de março de 2008    | 2     | 5:00  | Tóquio            |                                              |
| Derrota | 0–1    | Tomohiko Yoshida    | Finalização (chave de joelho)             | Zst 15 - Fifth Anniversary        | 23 de novembro de 2007 | 1     | 4:42  | Tóquio            |                                              |